# Abanco
Abanco es una localidad de la provincia de Soria, partido judicial de Almazán, comunidad autónoma de Castilla y León, España. Pueblo de la Comarca de Berlanga que pertenece como pedanía, al municipio de Berlanga de Duero.
Desde el punto de vista jerárquico de la Iglesia católica forma parte de la diócesis de Osma la cual, a su vez, pertenece a la archidiócesis de Burgos, aunque históricamente ha pertenecido al obispado de Sigüenza en el arciprestazgo de Berlanga. 
Abanco forma parte del tramo del Destierro del Camino del Cid.

## Situación
A más de mil metros de altitud, en una zona de presierra vecina de la humilde sierra de Pela, junto a un arroyo tributario del río Talegones, a escasos 1500 metros del pueblo de Brías, en la comarca conocida como Tierra de Berlanga.

«...Es un pequeño pueblo del partido de Almazán, situado al N. de Brias y Peones; al S: de Torrevicente; al E. de Alaló, y al 0. de Sauquillo de Paredes. Dista 10 leguas de Soria, su provincia, tiene de 25 a 30 vecinos, y escuela incompleta de ambos sexos, dotada con 125 pesetas anuales, casa y retribuciones. El curato; carece de casa rectoral, y solo timé un pequeño prado, que se titula huerto del curato, y una mala casa que no habitan los párrocos, procedente de una memoria de ánimas. Las producciones del terreno, son las correspondientes a, las de regiones flojas de secano, que podrían mejorar con la mezcla de arcilla, y con el usufructo del agua sobrante de la fuente, que actualmente se pierde sin reportar utilidad alguna. Nada de notable ofrecen tampoco sus edificios, como no sea la excelente arquitectura de la Iglesia Parroquial de entrada, dedicada a San Pedro, reedificada por los hermanos D. José y D. Manuel Martínez Aparicio. También podría contribuir algo al beneficio de la agricultura, el arroyo Valpirle, que aunque seco la mayor parte del año, corre por un valle, a 500 pasos del pueblo. Abanco, pertenece al Arciprestazgo de Berlanga, y dista de Sigüenza, cuatro leguas. Alaló, es su centro de Conferencias donde asiste con Torrevicente, Lumias, Arenillas y Cabreriza....»

## Historia
El censo de Pecheros de 1528, en el que no se contaban eclesiásticos, hidalgos y nobles, registraba la existencia 24 pecheros, es decir unidades familiares que pagaban impuestos. En el documento original figuraba como Avanco, formando parte de la Comunidad de villa y tierra de Berlanga.
En el censo de 1787, ordenado por el Conde de Floridablanca,  figuraba como lugar  del Partido de Berlanga en la Intendencia de Soria,  con jurisdicción de señorío y bajo la autoridad del alcalde pedáneo nombrado por el marqués de Berlanga (que era también duque de Frías y duque de Uceda). Contaba con 130 habitantes.
A la caída del Antiguo Régimen la localidad se constituye en municipio constitucional, entonces conocido como Abanco en la región de Castilla la Vieja, que en el censo de 1842 contaba con 29 hogares y 156 vecinos.
A finales del siglo XX este municipio desaparece porque se integra en el municipio Berlanga de Duero, contaba entonces con 34 hogares y 129 vecinos.

## Geografía humana

### Demografía
| Gráfica de evolución demográfica de Abanco entre 1842 y 1960 |
| |
| Población de derecho según los censos de población del INE Población de hecho según los censos de población del INEEntre el censo de 1970 y el anterior, este municipio desaparece porque se integra en el municipio 42035 (Berlanga de Duero) |

Abanco contaba a 1 de enero de 2020 con una población de 1 habitante.
| Gráfica de evolución demográfica de Abanco entre 2000 y 2020                                     |
|                                                                                                  |
| Población de derecho (2000-2020) según los censos de población del INE a 1 de enero de cada año. |

## Monumentos
- Iglesia parroquial de San Pedro, barroca del siglo XVIII y de grandes dimensiones.  Se conserva en el interior una pila bautismal románica de la iglesia anterior que fue demolida para construir la actual. Fue declarada Bien de Interés Cultural en la categoría de Monumento el 3 de noviembre de 1994.[9]

- Palacio, de la misma época que fue restarurado y ahora es residencia particular. Se trata de un edificio de planta cuadrada con recios sillares y los escudos de los mecenas en la fachada: la familia Aparicio.

- Atalaya musulmana, con escasos restos visibles, a la que se llega más fácilmente desde el vecino pueblo de Sauquillo de Paredes.

- Yacimientos prehistóricos, en el cerro de Las Arribas y en la cueva de Valdeabejas, entre Abanco y Sauquillo.

## Fiestas
- Fiestas de la Asunción: las fiestas principales, celebradas el 15 de agosto y recuperadas recientemente.